# Campeonato de Colombia de hockey sobre patines
El Campeonato de Colombia de hockey sobre patines es una competición que se disputa a nivel nacional en Colombia anualmente, desde 1996. En la categoría masculina senior se disputa en dos modalidades: entre clubes y entre selecciones departamentales.

## Campeonato Interclubes
El Campeonato Interclubes está establecido por una temporada anual compuesta por varias PARADAS, en cada Parada, cada equipo obtiene unos puntos promedios con base en la cantidad de puntos obtenidos durante el torneo dividida entre los partidos totales jugados, adicionalmente suma un punto de bonificación por participación en el torneo, y si hace parte de los 4 equipos que llegaron a las finales del campeonato, entonces sumaria más puntos por la posición obtenida de la siguiente manera: 1,2 puntos al campeón, 1 punto al subcampeón, 0,7 al tercer clasificado y 0,5 al cuarto. De esta manera cada equipo suma unos "Puntos Promedio Para Ranking" que con la sumatoria total de todos los torneos en los que participe a lo largo del año, entonces le darán el puntaje total del RANKING NACIONAL y establecerán su posición en ese listado. El Campeón de cada temporada será quien más puntos tenga.						

### Participantes
- Departamento de Antioquia: Gacelas, Corazonista de Antioquia, Halcones, Real HC, Súper Patín, Orión, Antioquia HC, Real HC patín sport.

- Departamento de Atlántico: Corazonista de Atlántico, Cuzamba.

- Bogotá Distrito Capital: Corazonista de Bogotá, Internacional Bogotá, Rhino's CH, Dorado, Hunters.

- Departamento de Caldas: FCM Rolling, Manizales HC.

- Departamento de Cundinamarca: Falcón Búfalos, Procinal  Falcón Eagles.

- Departamento de Meta: Sabaneta H.C.

- Departamento de Quindío: Mimbre

- Departamento de Valle del Cauca: Barcelona, Huracanes, Siete Ríos, Bengala, Valle HC,

- Mikelangelo, Mercurio

### Historial
| Año  |                          | Campeón          | Subcampeón               |                      | Tercero | Cuarto |  |
| 1996 | D´Rapeg                  | -                | -                        | -                    |         |        |  |
| 1997 | Centauros                | Vilachi          | Antioquia H.C.           | Del Café             |         |        |  |
| 1998 | Vilachi                  | -                | -                        | -                    |         |        |  |
| 2000 | Valle H.C.               | -                | -                        | -                    |         |        |  |
| 2001 | Centauros                | -                | -                        | -                    |         |        |  |
| 2002 | Vilachi                  | -                | -                        | -                    |         |        |  |
| 2003 | Centauros                | -                | -                        | -                    |         |        |  |
| 2004 | D´Rapeg                  | -                | -                        | -                    |         |        |  |
| 2005 | Patín Sport              | D´Rapeg          | Valle H.C.               | Vilachi              |         |        |  |
| 2006 | Corazonista de Antioquia | D´Rapeg          | Patín Sport              | Mikelangelo          |         |        |  |
| 2007 | D´Rapeg                  | Siete Ríos       | Patín Sport              | Vilachi              |         |        |  |
| 2008 | Patín Sport              | -                | -                        | -                    |         |        |  |
| 2009 | Siete Ríos               | -                | -                        | -                    |         |        |  |
| 2010 | Mimbre                   | -                | -                        | -                    |         |        |  |
| 2011 | Corazonista de Antioquia | Patín Sport      | Internacional Bogotá     | Vilachi              |         |        |  |
| 2012 | Patín Sport              | Mimbre           | Manizales H.C.           | Internacional Bogotá |         |        |  |
| 2013 | Manizales H.C.           | Real Hockey Club | Corazonista de Antioquia | Mimbre               |         |        |  |
| 2014 | Manizales H.C.           | Patín Sport      | Huracanes                | Sabaneta H.C.        |         |        |  |
| 2015 | Manizales H.C.           | Búfalos          | D´Rapeg                  | Siete Ríos           |         |        |  |
| 2016 | Manizales H.C            | Búfalos          | Patín Sport Elite        | Mimbre               |         |        |  |

## Campeonato Interligas

### Participantes
- Departamento de Antioquia

- Departamento de Atlántico

- Bogotá Distrito Capital

- Departamento de Caldas

- Departamento de Cundinamarca

- Departamento de Meta

- Departamento de Quindío

- Departamento de Risaralda

- Departamento de Santander

- Departamento de Tolima

- Departamento de Valle del Cauca

### Podio Ligas
|      | Sede     | Campeón                 | Subcampeón              | Tercero         |
| ---- | -------- | ----------------------- | ----------------------- | --------------- |
| 2013 | Cali     | Liga de Valle del Cauca | Liga del Tolima         | Liga de Caldas  |
| 2014 | Cali     | Liga de Antioquia       | Liga de Santander       | Liga de Quindío |
| 2015 | Medellin | Liga de Antioquia       | Liga de Valle del Cauca | Liga de Bogotá  |
| 2018 | Bogotá   | Liga de Antioquia       | Liga de Caldas          | Liga de Bogotá  |
| 2019 | Medellin | Liga de Antioquia       | Liga de Caldas          | Liga de Bogotá  |
| 2022 | Medellin | Liga de Antioquia       | Liga de Bogotá          | Liga de Caldas  |
| 2023 | Bogotá   | Liga de Bogotá          | Liga de Antioquia       | Liga de Caldas  |

### Categoría Abierta Mayores
| Año  | Sede      | Campeón                 | Subcampeón              | Tercero                 | Cuarto                  |
| ---- | --------- | ----------------------- | ----------------------- | ----------------------- | ----------------------- |
| 2006 | Bogotá    | Liga de Valle del Cauca | Liga de Cundinamarca    | Liga de Bogotá          |                         |
| 2007 | Cali      | Liga de Valle del Cauca | Liga de Antioquia       | Liga de Bogotá          |                         |
| 2008 | Medellín  | Liga de Antioquia       | Liga de Bogotá          | Liga de Caldas          |                         |
| 2009 | Cali      | Liga de Valle del Cauca | Liga de Antioquia       | Liga de Bogotá          | Liga de Caldas          |
| 2010 | Medellín  | Liga de Antioquia       | Liga de Bogotá          | Liga de Valle del Cauca |                         |
| 2011 | Bogotá    | Liga de Caldas          | Liga de Antioquia       | Liga de Valle del Cauca |                         |
| 2012 | Manizales | Liga de Antioquia       | Liga de Bogotá          | Liga de Caldas          |                         |
| 2013 | Cali      | Liga de Caldas          | Liga de Valle del Cauca | Liga de Antioquia       | Liga de Bogotá          |
| 2014 | Cali      | Liga de Antioquia       | Liga de Quindío         | Liga de Caldas          | Liga de Meta            |
| 2015 | Medellín  | Liga de Antioquia       | Liga de Valle del Cauca | Liga de Caldas          | Liga de Quindío         |
| 2016 | Manizales | Liga de Antioquia       | Liga de Caldas          | Liga de Quindío         |                         |
| 2017 | Medellín  | Liga de Cundinamarca    | Liga de Quindío         | Liga de Antioquia       | Liga de Caldas          |
| 2018 | Bogotá    | Liga de Caldas          | Liga de Antioquia       | Liga de Bogotá          | Liga de Valle del Cauca |
| 2019 | Medellín  | Liga de Caldas          | Liga de Bogotá          | Liga de Antioquia       | Liga de Valle del Cauca |
| 2021 | Manizales | Liga de Caldas          | Liga de Valle del Cauca | Liga de Bogotá          | Liga de Antioquia       |
| 2022 | Medellín  | Liga de Antioquia       | Liga de Valle del Cauca | Liga de Caldas          | Liga de Bogotá          |
| 2023 | Bogotá    | Liga de Bogotá          | Liga de Valle del Cauca | Liga de Antioquia       | Liga de Caldas          |

https://www.fedepatin.org.co/index.php/item/1639-el-hockey-patin-con-el-interligas-en-medellin (enlace roto disponible en Internet Archive; véase el historial, la primera versión y la última).